# تلنگ آهوگانی
تلنگ آهوگانی، روستایی در دهستان تلنگ بخش کریان شهرستان میناب در استان هرمزگان ایران است.

## جمعیت
بر پایه سرشماری عمومی نفوس و مسکن در سال ۱۳۹۵، جمعیت این روستا برابر با ۲۸۰ نفر (۷۱ خانوار) بوده‌است.